# Punta (araldica)
Punta è un termine utilizzato in araldica parlando dello scudo. Oppure figura triangolare che dal lembo inferiore dello scudo va verso il capo senza toccarlo.
Si deve ritenere che la punta abbia, normalmente, il vertice nel centro dello scudo, potendosi presentare nella variante punta ritirata (o scorciata) quando il vertice non raggiunge il centro dello scudo ma le limita l'altezza a meno di 4 moduli.
Come nel caso della pila, la punta può avere origine su qualunque lato dello scudo, assumendo il nome di punta rovesciata se la base si trova sul lato del capo, o di punta movente dal lato destro o punta movente dal lato sinistro quando la base si trova su uno dei lati indicati.

Punta
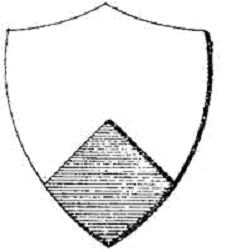
Punta d'azzurro
D'argento, alla punta di verde (Coudons, Francia)
D'oro, alla punta d'azzurro
Punta rovesciata
D'argento alla punta rovesciata di rosso
Punta alzata, con il vertice all'altezza del punto d'onore, nello stemma del comune di Flussio

Il termine punta è utilizzato anche per indicare la regione dello scudo che confina con il lato inferiore, opposta al capo.

Un mare nella punta dello scudo del comune di Abbadia Lariana